# Héctor Silva
Héctor Silva (1. února 1940 Montevideo – 30. srpna 2015 Montevideo) byl uruguayský fotbalista, útočník.

## Klubová kariéra
Hrál za Danubio FC, CA Peñarol, SE Palmeiras, Portuguesu a LDU Quito. S Peňarolem vyhrál čtyřikrát uruguayskou ligu. V Poháru osvoboditelů nastoupil ve 43 utkáních a dal 15 gólů.

## Reprezentační kariéra
Za reprezentaci Uruguaye nastoupil v letech 1961–1969 ve 29 utkáních a dal 7 gólů. Byl členem uruguayské reprezentace na Mistrovství světa ve fotbale 1962, ale v utkání nenastoupil, a na Mistrovství světa ve fotbale 1966, kde nastoupil ve 2 utkáních.